# サットン・コールドフィールド
サットン・コールドフィールド (Sutton Coldfield) は、イングランド・ウェスト・ミッドランズの地区で、バーミンガム郊外の裕福な中産階級が住んでいる。行政上はシティ・オブ・バーミンガムの域内にある。

## 概要
バーミンガム中心部の北東約13kmに位置する。歴史的にはウォリックシャーに属していたが、1974年にウェスト・ミッドランズのバーミンガムのエリアに変更された。
地名の"Sutton"は、南の町(South town)を表している。

## 出身人物
- キャット・ディーリー - 女性司会者
- ジョナサン・ハーヴェイ - 作曲家
- スコット・アドキンス - 俳優
- トレヴァー・イヴ - 俳優
- ドリアン・イエーツ - プロボディビルダー
- ポール・マニング - 元自転車競技選手
- ロブ・ハルフォード - ハードロック・シンガー
- ロリー・デラップ - サッカー選手
- ダリウス・ヴァッセル - サッカー選手
- イサク・バーグマン・ヨハンネソン - サッカー選手